# Unsere Schule ist die Beste
Unsere Schule ist die Beste ist eine Fernsehserie, die im Jahr 1994 und 1995 zur Primetime ab 20:15 Uhr auf RTL ausgestrahlt wurde. Handlungsdrehpunkt waren in sich geschlossene Episoden an der fiktiven Internatsschule Pestalozzi Gymnasium in der ebenfalls fiktiven Stadt Burgstadt-Zweikirchen in Oberbayern.

## Handlung
Die erste Folge Aller Anfang ist schwer beginnt mit dem Umzug des Ehepaars Steiners aus Aschaffenburg an die neue Schule. Aufgrund einer Unachtsamkeit am Steuer seines Fahrzeugs, ausgelöst durch Sekundenschlaf, verursacht Werner beinahe einen Zusammenstoß mit dem Möbeltransporter. Hierbei wird auch sein neues Surfbrett von dem dahinter fahrenden LKW überfahren und zerstört. Durch diesen Zwischenfall verspäten sich Uschi und Werner zur Lehrerkonferenz, zu der sie bereits durch den Schulleiter Harald Schönauer und dem Lehrerkollegium erwartet werden. Hier sind Parallelen zu der ebenfalls in den frühen 1990er Jahren entstandenen TV-Produktion Nicht von schlechten Eltern zu erkennen, die ebenfalls das Leben einer Familie und den Schulalltag thematisiert. Im weiteren Verlauf werden Themen wie der Aufbau einer Freundschaft oder aber auch Eifersucht thematisiert, nachdem die Lehrerkollegin Ines Rohrdorfer versucht, ihrerseits Werner näher zu kommen, nachdem sie Werner bereits beim ersten Aufeinandertreffen im Lehrerkollegium über Gebühr begrüßt und dem Ehepaar Steiner ihre Unterstützung beim Umzug bis zum nächsten Morgen anbietet. Auch in den späteren Folgen bekommt Werner immer wieder Angebote von anderen Frauen. Aber auch Uschi bekommt während einer Klassenfahrt mit dem Zug vom Bahnhof Prien a Chiemsee nach München Avancen von ihrem Kollegen und Jugendfreund Dirk Hollmann. Während das Ehepaar Steiner sich der Beliebtheit ihrer Schüler erfreut, steht das Kollegium – insbesondere Heinz Ruhland – ihnen skeptisch und ablehnend gegenüber. Auch mit ihren Vermietern, dem rechthaberischen Ehepaar Kneissl, haben die Steiners ihre Probleme. Exemplarisch steht hierfür das Rudergerät von Werner, welches den Rasen ruiniere oder aber die schnippische Bemerkung von Frau Kneissl, dass Uschi ihr Diplom im Reinemachen noch bei ihr machen könne. In der Folge 9 erhalten sie sogar die Kündigung für ihre Wohnung.
In einer Nebenrolle spielt Günther Kaufmann den Pater Clemens Rottberg und wird später ein Freund von Werner. Neben teilweise interessanten Klassenreisen nach München oder Florenz (Eine Nacht in Florenz) und spannenden Folgen wie Das Jubiläum, wobei Werner mit Ines Rohrdorfer während einer Bergtour von einem Unwetter überrascht werden, gibt es aber auch skurrile Momente: Die Köchin Erna Koslowski erschrickt sich, weil an ihrem Spargel alle Köpfe abgeschnitten wurden.

## Produktion und Veröffentlichung
Die Drehorte befanden sich rund um den Chiemsee, im Chiemgau und insbesondere in der Stadt Aschau im Chiemgau. Die elitäre Schule Schloss Stein mit ihrem Landschulheim diente als das Pestalozzi-Gymnasium. Besetzt war die Serie in den Hauptrollen mit Michaela May als Dr. Uschi Steiner (Lehrerin für Deutsch und Latein) und Elmar Wepper als Werner Steiner (Sportlehrer). Harald Leipnitz führte neben seiner Rolle als Schulleiter auch  Regie.
Es wurde lediglich eine Staffel mit 16 Episoden produziert. Ausgestrahlt wurden die Folgen inkl. der für diesen Sender üblichen Werbeblöcke in Fassungen à 60 Minuten. Auch die Pilotfolge hatte diese Sendelänge. Die tatsächliche Länge der Handlungsstränge beläuft sich auf jeweils ca. 45 Minuten.
Die Serie ist im Jahr 2017 auf DVD erschienen und wird zum Streamen u. a. auf Prime Video, ARD Plus, PlutoTV und MagentaTV angeboten.

## Episodenliste
| Folge | Titel                          | Erstausstrahlung |
| ----- | ------------------------------ | ---------------- |
| 1     | Aller Anfang ist schwer        | 17.10.1994       |
| 2     | Freunde                        | 24.10.1994       |
| 3     | Gefährliche Pfade              | 31.10.1994       |
| 4     | Zündstoff                      | 07.11.1994       |
| 5     | Auf den Hund gekommen          | 14.11.1994       |
| 6     | Heimlichkeiten                 | 21.11.1994       |
| 7     | Eine Nacht in Florenz          | 28.11.1994       |
| 8     | Das Jubiläum                   | 08.12.1994       |
| 9     | Zu neuen Ufern                 | 15.12.1994       |
| 10    | Verwirrung der Gefühle         | 22.12.1994       |
| 11    | Der Sonderling                 | 29.12.1994       |
| 12    | Ein schwerer Weg               | 5.1.1995         |
| 13    | Ufo-Fieber                     | 12.1.1995        |
| 14    | Der blinde Passagier           | 19.1.1995        |
| 15    | Das geheime Leben der Pflanzen | 26.1.1995        |
| 16    | Privatstunden                  | 2.2.1995         |